# Takane (Yamanashi)
Pour les articles homonymes, voir Takane.
Takane (高根町, Takane-chō) est un ancien bourg de la préfecture de Yamanashi, ayant existé jusqu'au 1er novembre 2004, date de sa fusion avec les bourgs de Hakushū, Nagasaka et Sutama et les villages d'Akeno, Mukawa et Ōizumi pour former la ville de Hokuto. Il faisait partie du district de Kitakoma.

## Géographie

### Topographie et hydrographie

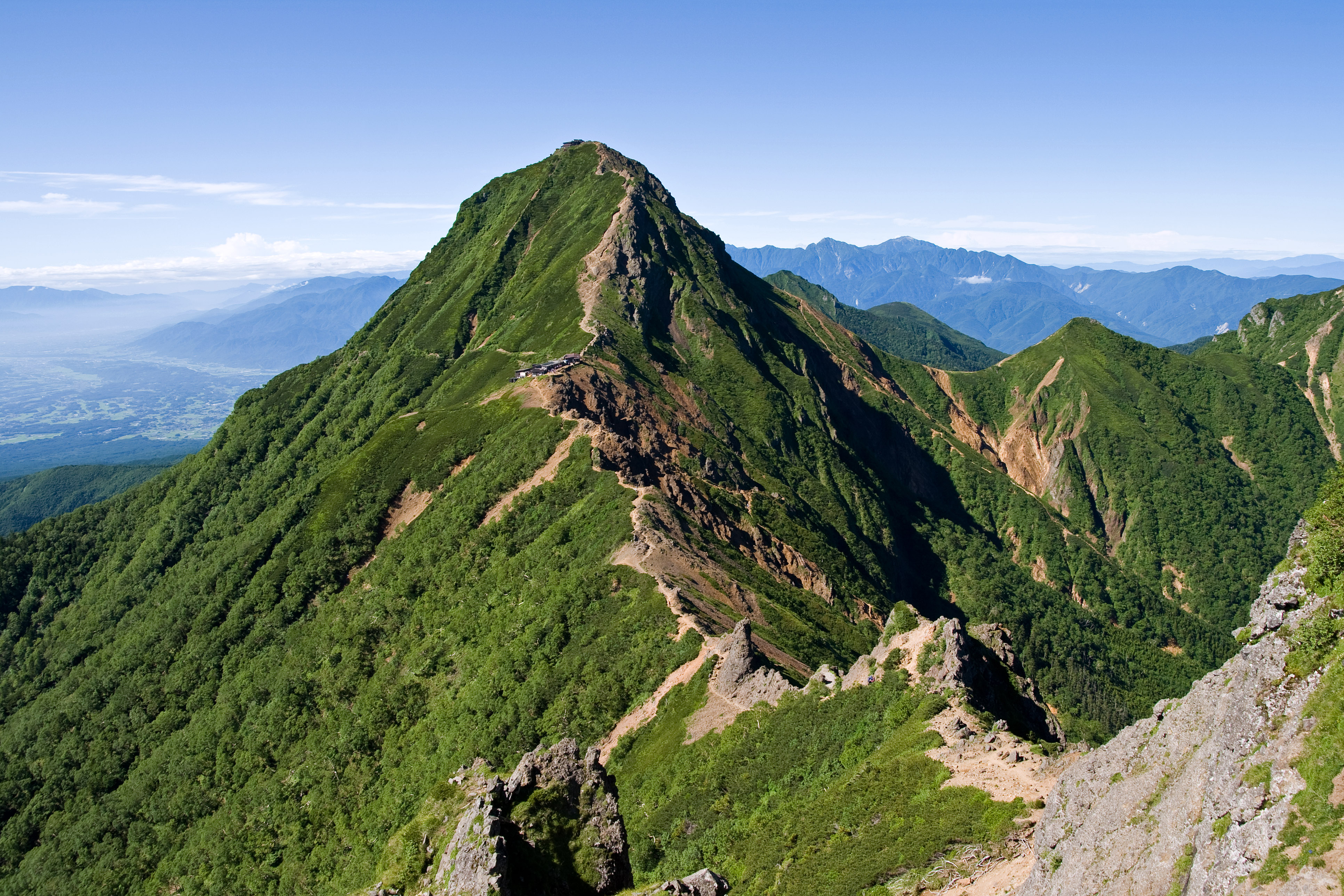
Le mont Aka à Takane.

Takane est situé à l'extrême nord de la préfecture de Yamanashi. Il se trouve au pied sud des monts Yatsugatake, et le point culminant de la chaîne, le mont Aka, se trouve dans son territoire (à cheval avec les municipalités de Minamimaki et Chino entre autres).

### Villes limitrophes

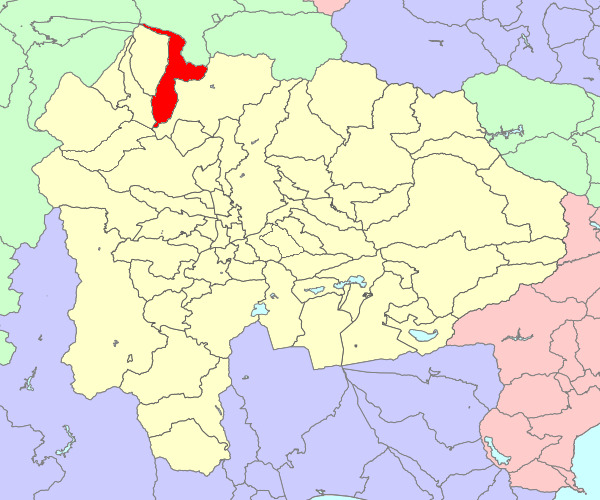
Localisation de Takane dans la préfecture de Yamanashi (tracés territoriaux du 1er mars 2003).

Entités territoriales limitrophes à la date de la fusion du 1er novembre 2004,. À sa création le 1er juin 1954, Takane est entouré à partir de l'ouest, dans le sens horaire, des villages de Hinoharu (ja) (日野春村), Akita (ja) (秋田村), Ōizumi (大泉村), Kiyosato (清里村), Tsugane (ja) (津金村), Tama (ja) (多麻村, par un quadripoint), et Wakamiko (ja) (若神子村), tous du même district de Kitakoma. Le 20 janvier 1955, Akita, Hinoharu et le village de Kiyoharu (ja) (清春村) fusionnent pour créer le bourg de Nagasaka (長坂町), tandis que le 31 mars, Wakamiko, Tama, Tsugane et le village de Hotari (ja) (穂足村) fusionnent pour créer le bourg de Sudama (須玉町), renommé Sutama en 1990. Le 30 septembre 1956, après avoir absorbé Kiyosato, Takane devient voisin du village de Minamimaki (南牧村), du district de Minamisaku de la préfecture voisine de Nagano, du village de Hara (原村), du district de Suwa aussi dans la préfecture de Nagano, de la ville de Chino (茅野市) dans la préfecture de Nagano, et du village de Masutomi (ja) (増富村), qui finit par être intégré par Sutama le 1er avril 1959,.

## Histoire
Lors de la construction du parc de la colline de Kiyosato, des fouilles archéologiques sont réalisées, révélant des sites datant du Paléolithique. Des sites de la période Jōmon se trouvent dans l'ensemble du territoire de Takane, et en particulier, au piémont sud des monts Yatsugatake, surnommé le « corridor du Jōmon » (縄文の回廊). En revanche, les sites des périodes Yayoi, Kofun et Nara sont considérés comme extrêmement rares.
À l'époque de la Royauté de Yamato, la région de Takane fait partie de l'ancien comté de Koma (ja), dans le village de Hemi (逸見郷). Depuis longtemps, la province de Kai est réputée pour ses chevaux de grande qualité, et les chevaux qui y étaient offerts en tribut étaient renommés à Kyoto sous le nom de « chevaux noirs de Kai (ja) ». Durant la période Heian (794-1185), trois élevages impériaux (ja) sont établis dans la province de Kai, et l'élevage de Kashiwazaki (柏前牧) ferait notamment partie du territoire actuel de Takane, dans la région de Nenbahara (念場原). Ki no Tsurayuki compose un poème évoquant ces fermes impériales telles que celle du village de Hemi.
Après la période de Kamakura (1185-1333) et l'époque des seigneuries, la région fait partie de la seigneurie de Hemi (逸見荘). Le clan Gen de Kai (ja) (甲斐源氏, Kai Gen-ji), fondé par Minamoto no Yoshimitsu, considère Hemi comme son lieu d'origine. Minamoto no Yoshikiyo (ja) et Minamoto no Kiyomitsu (ja) y établissent leurs résidences, et Minamoto no Kiyomitsu fait construire le château de Yato (ja) (dans l'actuel Ōizumi) et administre la seigneurie de Hemi. Henmi Mitsunaga (ja), le fils de Minamoto no Kiyomitsu, est considéré comme le fondateur du clan Henmi (ja) (ou Hemi).
Durant l'époque Sengoku (1467-1573), la majeure partie de ce qui deviendra Takane fait partie de la seigneurie d'Atsuna (熱那庄). Dans la 17e année de l'ère Tenshō (1589), sous le règne de Tokugawa Ieyasu, un relevé cadastral est effectué par Ina Kumazō (伊奈 熊蔵), établissant les divisions administratives de la région du Kuninaka (ja), et l'actuel Takane est intégré dans la région de Henmi du système des neuf subdivisions, deux administrations (ja).
À l'époque d'Edo (1603-1868), quatorze villages du district de Kitakoma font l'actuel Takane, ceux de Kashiyama (樫山村), Asakawa (浅川村), Nagasawa (長沢村), Murayamakitawari (村山北割村), Tsutsumi (堤村), Minowa (箕輪村), Minowashinmachi (箕輪新町村), Murayamahigashiwari (村山東割村), Murayamanishiwari (村山西割村), Kurabara (蔵原村), Koike (小池村), Gochōda (五町田村), Kamikurozawa (上黒沢村) et Shimokurozawa (下黒沢村). Selon le Kai Koku-shi (ja), publié en 1814, le nombre de foyers y était de 1 317, et la population était de 5 189 personnes. En 1871, avec l'abolition du système han, la région fait désormais partie de la préfecture de Yamanashi. Le 1er avril 1889, à l'adoption de la loi municipale moderne (ja), l'actuel Takane est composé des villages d'Atsutama, regroupant les villages de Murayamakitawari, Tsutsumi et Nagasawa, celui d'Atsuna regroupant ceux de Minowa, Minowashinmachi et Murayamahigashiwari, celui d'Atsumi regroupant ceux de Murayamanishiwari, Koike et Kurabara, celui de Kabuto, regroupant ceux de Gochōda, Kamikurozawa et Shimokurozawa, et celui de Kiyosato, regroupant ceux d'Asakawa et de Kashiyama
Le village moderne de Takane est créé le 1er juin 1954 par la fusion des villages d'Atsutama (ja) (安都玉村), Atsuna (ja) (安都那村), Atsumi (ja) (熱見村) et Kabuto (ja) (甲村),, auxquels s'ajoute le village de Kiyosato (清里村) le 30 septembre 1956,. Le 1er octobre 1962, Takane est promu au rang de bourg,.
Le 1er novembre 2004, après des ententes, une fusion volontaire est effectuée entre Takane et les bourgs de Hakushū (白州町), Nagasaka (長坂町) et Sutama (須玉町) et les villages d'Akeno (明野村), Mukawa (武川村) et Ōizumi (大泉村), entraînant la création de la ville de Hokuto (北杜市), dont le nom signifie « Nord de Yamanashi », en utilisant le caractère pour nord « 北 » et le caractère « 杜 » qui se lit « Yamanashi » et fait référence à la poire japonaise,.

## Politique et administration
Les maires depuis la fondation de Takane sont Nobuharu Tezuka (手塚 薫治) du 1er juin 1954 au 20 juillet 1954, Yutaka Shimizu (清水 胖) du 21 juillet 1954 au 28 novembre 1958, Kōzō Asakawa (浅川 耕三) du 18 janvier 1959 au 16 janvier 1963, Kappei Asakawa (浅川 勝平) du 17 janvier 1963 au 16 janvier 1967, Motonori Shirakura (白倉 元徳) du 17 janvier 1967 au 15 décembre 1977, Masatami Shimizu (清水 正民) du 22 janvier 1977 à une date inconnue, suivi par Tsuneo Ōshiba (大柴 恒雄), en poste jusqu'en 2004, et finalement Masashi Shirakura, qui sera en poste jusqu'à la fusion du 1er novembre 2004.

## Jumelages
- Hamura (羽村市), Tokyo, signé le 1er octobre 1996, et renouvelé en 2004 entre Hamura et la nouvelle ville de Hokuto[8].
- Berea, Kentucky (États-Unis), signé le 21 octobre 1988, renouvelée le 12 mai 1990 entre l'entièreté du comté de Madison (comprenant Berea) et Takane, Nagasaka, Ōizumi et Mukawa, renouvelé le 8 novembre 2022 entre la nouvelle ville de Hokuto et Berea et Richmond (aussi du comté de Madison)[9],[10].
- Pocheon, Gyeonggi (Corée du Sud), signé le 21 mars 2003, après la visite de citoyens de Takane à la tombe de Takumi Asakawa en 1995, renouvelé le 22 novembre 2007 entre Pocheon et Hokuto[11].

## Éducation
On y trouvait les quatre écoles primaires de Takane Nord (高根町立高根北小学校), Takane Est (高根町立高根東小学校), Takane Ouest (高根町立高根西小学校) et de Kiyosato (高根町立高根清里小学校). Celles de Takane Nord, Takane Est et de Kiyosato fusionnent à la fin de l'année scolaire en 2019 pour créer la nouvelle école primaire de Takane Est. Takane possédait aussi un collège municipal, celui de Takane. À Takane se trouvaient aussi des logements étudiants de l'école primaire de l'université de Tsukuba (ja).

## Transports
Takane est desservi par la ligne Koumi de JR East, à la gare de Kiyosato (ja).

## Culture et patrimoine
- Sanctuaire shinto Atsuna-jinja (ja) (熱那神社)
- Sanctuaire shinto Kotohira-jinja (金刀比羅神社)[15]
- Temple bouddhiste Senryū-ji (ja) (泉龍寺)
- Temple bouddhiste Ren'ei-ji (蓮永寺)[16]
- Plateau de Kiyosato (ja) (清里高原)
- Forêt de Kiyosato no Mori (清里の森)
- Site archéologique d'Oka no Kōen-nai (ja)
- Musée de la porcelaine de Kiyosato (ja)
- Grands Yamatsutsuji d'Utsukushimori (ja)
- Site de camping Seisen-ryō (ja) (清泉寮)
- Musée des arts photographiques de Kiyosato

## Personnes notables
- Sei Kubota (ja) (窪田 精, Kubota Sei?, 1921-2004), romancier, y est né.
- Noritaka Asakawa (ja) (浅川 伯教, Asakawa Noritaka?, 1884-1964), chercheur, y est né, dans l'ancien village de Kabuto.
- Takumi Asakawa (ja) (浅川 巧, Asakawa Takumi?, 1891-1931), chercheur et frère de Noritaka, y est aussi né, à Kabuto[17].
- Masashi Shirakura (ja) (白倉 政司, Shirakura Masashi?, 1947-2020), homme politique, y est né[18].
- Sanyūtei Enryū (ja) (三遊亭 圓龍, Sanyūtei Enryū?, 1939-2021), rakugoka, y a vécu.

## Honneur
L'astéroïde (9041) Takane porte son nom.